# Исаковка (Виноградовский сельский округ)
Исаковка (каз. Исаковка) — упразднённое село в Кызылжарском районе Северо-Казахстанской области Казахстана. Входило в состав Виноградовского сельского округа. Исключено из учётных данных в 2024 году.
Код КАТО — 595045200.
Самый северный населенный пункт Казахстана.

## Население
В 1999 году население села составляло 141 человек (79 мужчин и 62 женщины). По данным переписи 2009 года, в селе проживало 87 человек (47 мужчин и 40 женщин).